# Saint-Sever
Saint-Sever település Franciaországban, Landes megyében. Lakosainak száma 5038 fő (2022. január 1.). Saint-Sever Aurice, Audignon, Banos, Bas-Mauco, Benquet, Cauna, Eyres-Moncube, Montaut, Montgaillard, Montsoué, Saint-Maurice-sur-Adour és Toulouzette községekkel határos.

## Népesség
A település népessége az elmúlt években az alábbi módon változott:
| Lakosok száma | 4360 | 4716 | 4455 | 4625 | 4758 | 4884 | 4955 | 4966 | 4927 | 5038 |
|               | 1968 | 1982 | 1999 | 2006 | 2011 | 2015 | 2017 | 2018 | 2020 | 2022 |